# Please Don't Drag That String Around
"Please Don't Drag That String Around" er en komposition fra 1963 af Otis Blackwell og Winfield Scott.
Sangen er indspillet af Elvis Presley i RCA's Studio B i Nashville den 26. maj 1963. Den blev udsendt som B-side på en singleplade, som havde "(You're The) Devil In Disguise" (Bill Giant, Bernie Baum, Florence Kaye) som A-side. Pladen havde RCA-nummer 47-8188 og var single nummer 39, som RCA udsendte med Elvis Presley.
Udover Elvis Presley medvirkede bl.a. Scotty Moore, D.J. Fontana og The Jordanaires på indspilningen.
Sangen var planlagt til at skulle udgives på et album, der skulle på gaden i første halvår af 1964.  Imidlertid passede tidspunktet dårligt for hans planlagte opsamlings-LP Elvis Golden Records, vol. 3 samt i forhold til den stadige strøm af soundtracks fra de mange film i disse år. Så LP'en blev ikke udsendt men i stedet 'kannibaliseret', så de mange numre, heraf altså også "Please Don't Drag That String Around", blev udsendt på diverse single- og LP-plader og anvendt i film.
Ikke før end i november 1990 blev albummet så omsider udsendt i USA og næsten samtidig i Europa. Det havde nu fået titlen The Lost Album, men er i Europa bedst kendt under titlen For The Asking.